# رؤیای تالار سرخ (فیلم ۱۹۴۴)
«رؤیای تالار سرخ» (انگلیسی: Dream of the Red Chamber (1944 film)) فیلمی در ژانر درام است.